# Suzanne et les Vieillards

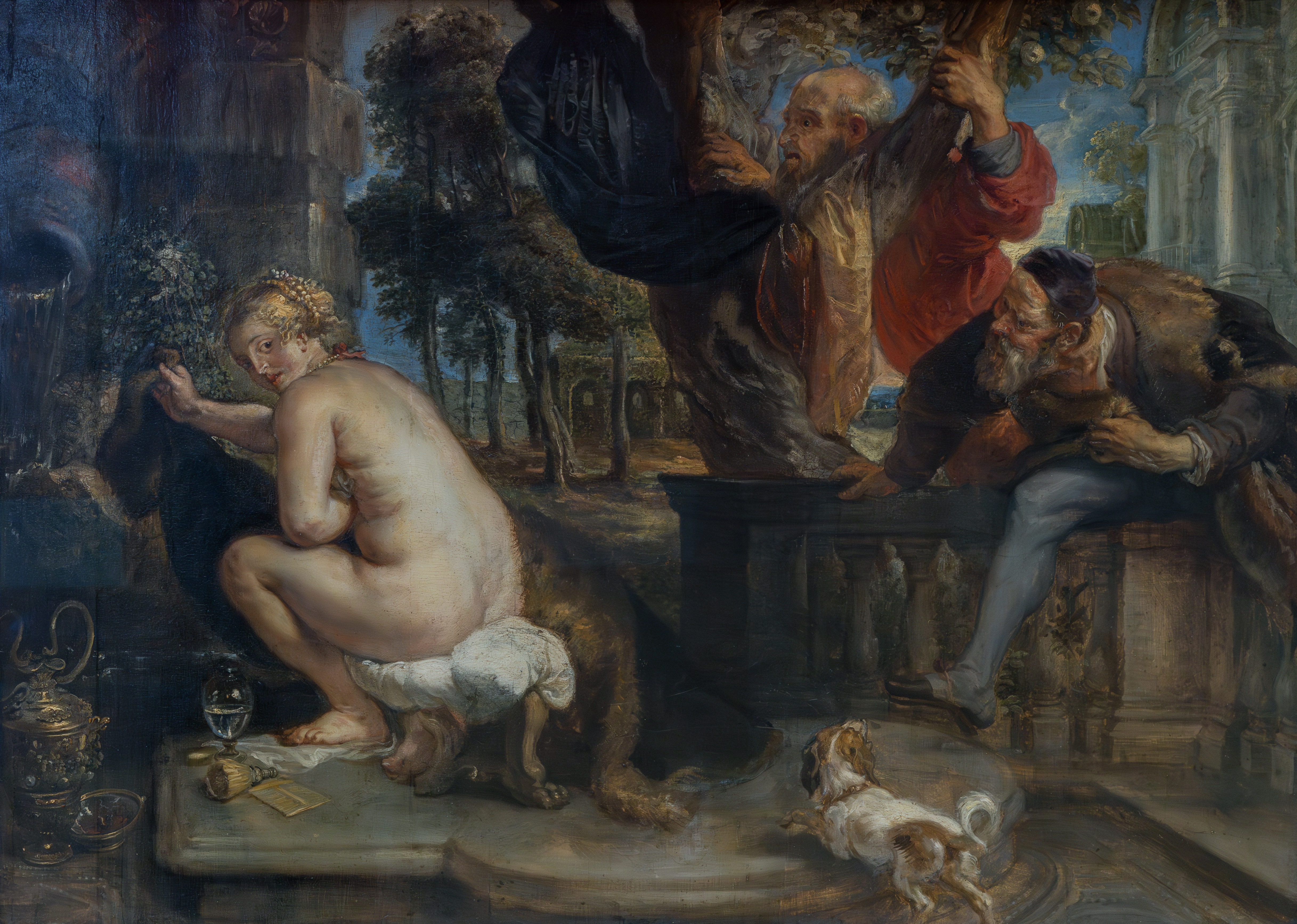
Suzanne et les Vieillards, thème traité par Rubens dans un tableau de 1636-1639 (Alte Pinakothek, Munich).

Pour les articles homonymes, voir Suzanne et les Vieillards (homonymie).
Suzanne et les Vieillards (ou Suzanne et les deux vieillards ou encore Suzanne au bain) est le chapitre 13 du Livre de Daniel dans sa version deutérocanonique.
Le chapitre relate l'histoire d'une jeune femme, Suzanne qui, observée alors qu'elle prend son bain, refuse les propositions malhonnêtes de deux vieillards. Pour se venger, ceux-ci l'accusent alors d'adultère et la font condamner à mort, mais le prophète Daniel, encore adolescent, intervient et prouve son innocence. Il fait condamner les vieillards.
Ce texte, présent dans la Septante, a fait l'objet de nombreuses représentations.

## Versions du récit et canonicité

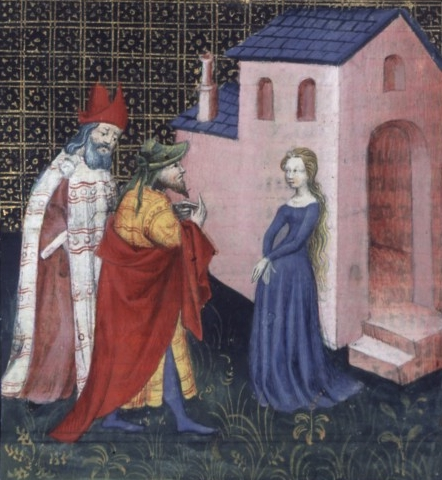
Maître du Couronnement de la Vierge, Suzanne et les vieillards,. Miniature extraite de la Bible historiale de Guyart des Moulins. Illustration d'un épisode deutérocanonique du Livre de Daniel.

Ce récit vétérotestamentaire est absent de la Bible hébraïque.
Il existe deux versions de l'histoire de Suzanne et les vieillards : la première est issue de la Septante, tandis que la seconde est tirée de la version de Théodotion, qui est celle adoptée par Jérôme de Stridon pour développer sa traduction latine de la Bible, la Vulgate. Ainsi, la version de Théodotion consiste en une révision de celle proposée par la Septante et comporte donc quelques passages supplémentaires, soulignant davantage le rôle de Suzanne.
Au-delà de la structure du récit, la place qu'il occupe au sein du Livre de Daniel diffère également entre ces deux versions : l'histoire de Suzanne et les vieillards se trouve à la fin du Livre dans la Septante.
Le récit de Suzanne semble indépendant des autres dans la Septante, mais fait office d'introduction dans la version de Théodotion. Dans ce dernier cas, l'histoire de Suzanne participe à légitimer le rôle de Daniel en tant que figure héroïque de l'Ancien Testament.
À la fin du IVe siècle, la version de la Septante disparait. La version de Théodotion est alors plus largement adoptée dans la tradition chrétienne, ce qui explique que le texte soit canonique pour les catholiques et apocryphe ou deutérocanonique pour les protestants.

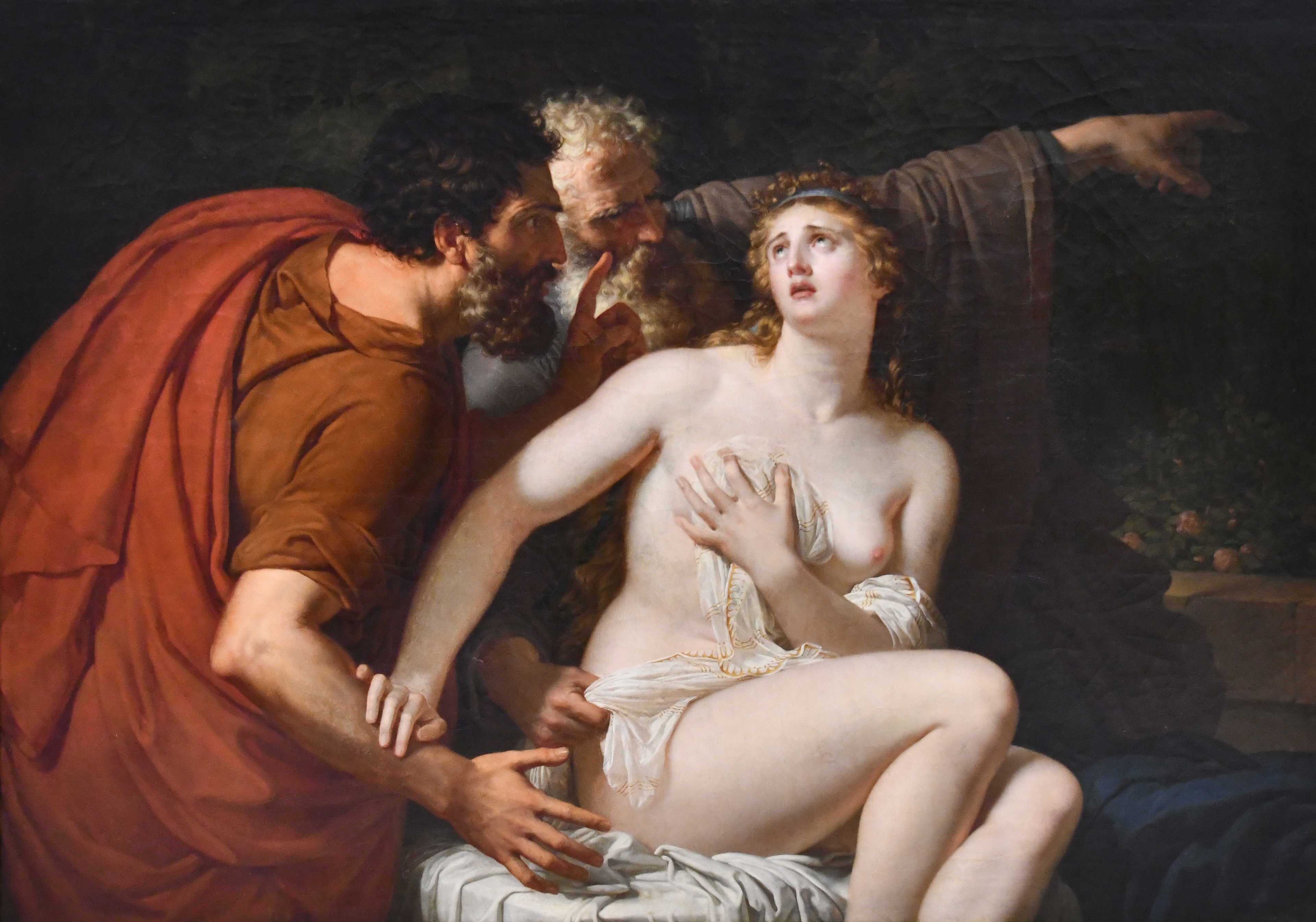
François-Xavier Fabre, Suzanne et les vieillards, 1791, Musée Fabre, Montpellier.

## Contexte et historicité
Le récit se déroule à Babylone et évoque la période de l'exil. Il n'est cependant pas possible d'établir la véracité de cette histoire, et ce, pour plusieurs raisons : aucune datation précise n'est proposée, contrairement aux autres passages du Livre de Daniel et les noms très communs portés par le père et par le mari de Suzanne ne donnent pas davantage d'indices. Ainsi, l'historicité de ce récit est mise en doute dès l'Antiquité, notamment par Jules l'Africain, chroniqueur chrétien mort vers 240.
Il est difficile de déterminer la date d'écriture précise du texte, mais l'hypothèse la plus largement adoptée considère qu'il date du IIe siècle av. J.-C. L'histoire de Suzanne et les vieillards est donc écrite dans un contexte de domination grecque et laisse transparaitre les tensions alors en présence au sein de la communauté juive. Dans ce cadre, une distinction est notamment faite entre les filles d'Israël et les filles de Juda dans le verset 57 : « C’est ainsi que vous agissiez avec les filles d'Israël et elles, par crainte, avaient commerce avec vous, mais une fille de Juda n’a pu supporter votre démence dans l’iniquité ».

## Évocations artistiques
Ce chapitre a inspiré nombres d'artistes, en particulier dans les domaines de la peinture, de la sculpture, de la musique, de la littérature et du cinéma.
Ce thème fut imposé en 1790 et 1933 au concours français du prix de Rome en peinture.

### Représentations

#### Histoire de l'iconographie

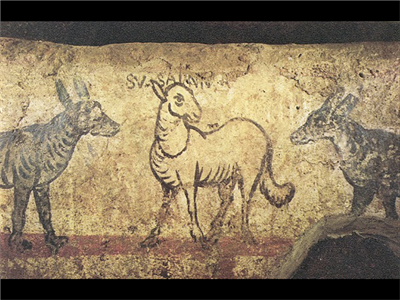
Suzanne et les vieillards, milieu du IVe siècle, Fresque murale, Catacombe de Praetextat.

Les premières représentations connues datent de la période paléochrétienne, plus précisément du IIIe siècle apr. J.-C., avec des exemples relevés dans une dizaine de catacombes mais aussi sculptés sur la cuve ou le couvercle de plusieurs sarcophages. Ces représentations retracent alors les différentes scènes suggérées par le récit biblique, c'est-à-dire aussi bien le moment du bain que celui du procès ou encore la punition des vieillards. Suzanne apparaît alors généralement en orante et les représentations de la nudité lors du bain sont rares, cette scène évoquant davantage la cérémonie du baptême. La représentation de ce récit consistait alors à démontrer une innocence injustement bafouée face à la méchanceté humaine et bienheureusement sauvée par l'intervention divine. Dans ce cadre, des représentations allégoriques de ce récit sont développées, telle que celle de la catacombe de Praetextatus, à Rome, représentant Suzanne et les vieillards sous la forme d'une brebis (Suzanne) flanquée de loups (vieillards).
Le thème se perd pendant plusieurs siècles, avant de réapparaître au milieu du IXe siècle dans les bibles, les psautiers, ou encore les livres d'heures sous la forme d'enluminures. Entre le IXe et le XVe siècle, la représentation de Suzanne et les vieillards est de moins en moins allégorique mais ne se concentre pas encore sur la scène du bain, comme ce sera le cas plus tard. À l'image de l'art paléochrétien, les représentations médiévales se focalisent surtout sur la représentation de l'innocence bafouée, comme une illustration exemplaire du Bien face au Mal et surtout de la victoire du premier sur le second.

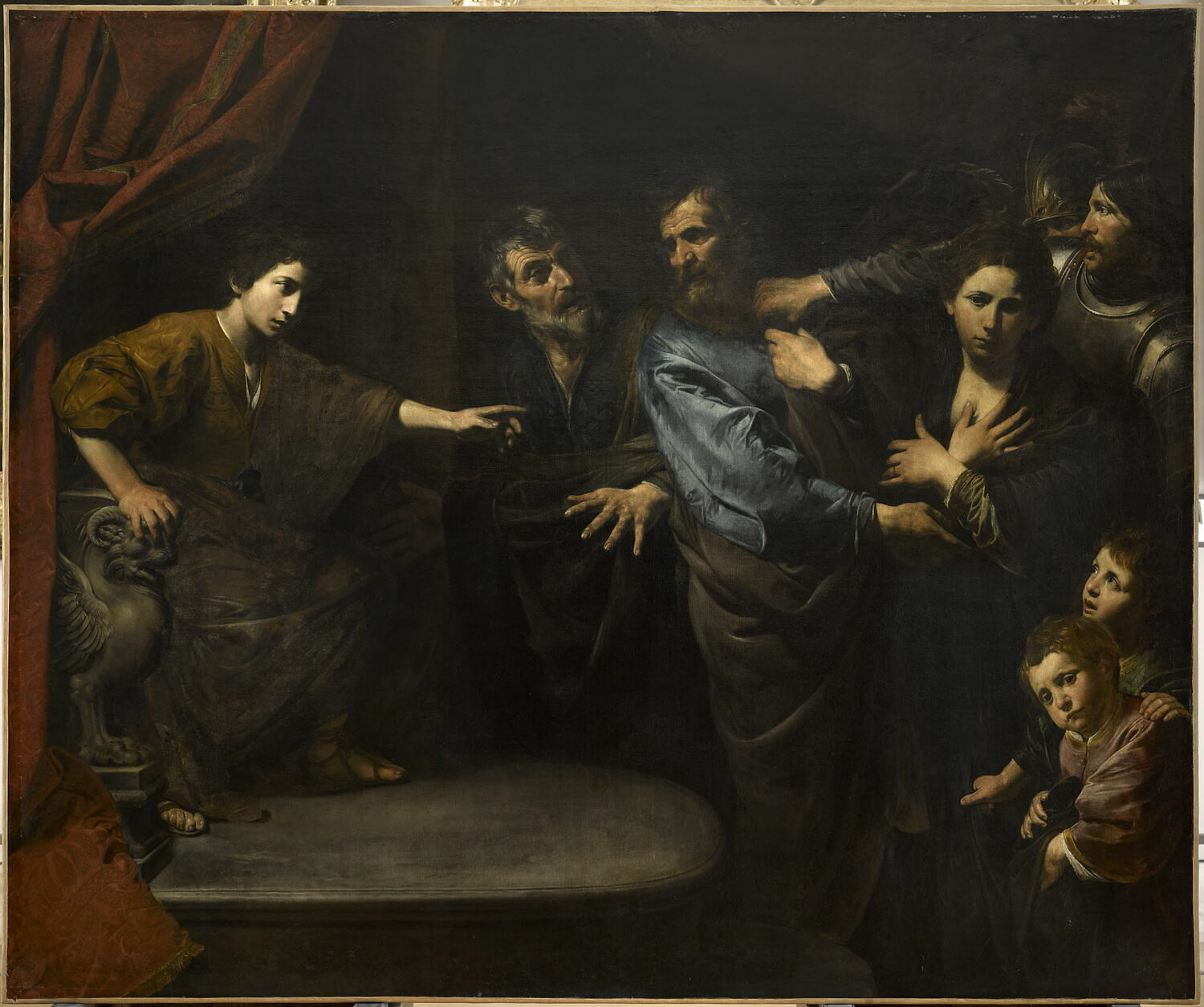
Valentin de Boulogne, L'Innocence de Suzanne reconnue, vers 1627-1629, huile sur toile, Paris, Musée du Louvre.

Au cours du XVe siècle, le thème passe lentement du religieux au profane. Il s'agit d'une période charnière qui consiste en une transition de l'allégorie vers le réel, de la sainte vers la femme. Dans ce cadre, les représentations exploitent davantage la scène du bain, et la nudité de Suzanne occupe une place centrale. La prégnance érotique du sujet s'impose entre le XVIe et le XIXe siècle, réduisant l'importance des autres passages du récit, comme le procès notamment. Quelques rares artistes décident toutefois de développer cette dernière scène, et/ou l'intervention de Daniel, tels Valentin de Boulogne, Antoine Coypel ou le Titien. La Suzanne au bain du Tintoret, qui date de 1550, apparaît alors comme l'œuvre inaugurale dans cette érotisation d'une iconographie biblique. Le peintre vénitien représente six fois ce sujet, participant ainsi au développement d'une véritable saison de Suzanne dans la peinture vénitienne de la seconde moitié du XVIe siècle. Plus généralement, c'est toute l'Europe qui s'empare de ce sujet par la suite.

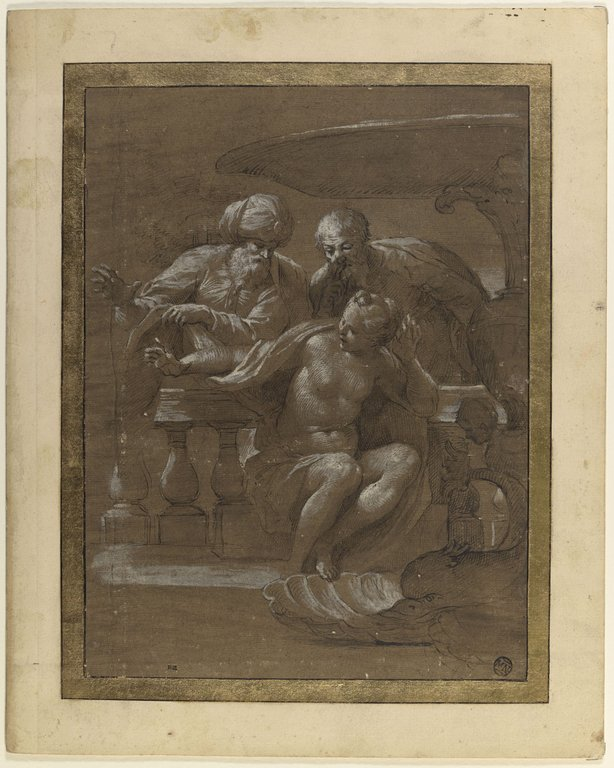
Ludovic Carrache, Suzanne et les vieillards. Dessin, Paris, Musée du Louvre.

Le caractère érotique des œuvres prend parfois la forme d'une menace imminente pour Suzanne, les vieillards passant d'une attitude relativement passive à une véritable agressivité dans certaines œuvres. Ainsi, chez Jacques Blanchard, Ludovic Carrache ou Cristofano Allori, c'est bien un viol qui est suggéré avec deux vieillards qui profitent de leur supériorité physique et de leur force physique. Si l'attitude des vieillards connaît quelques variantes, le thème restera très fréquemment traité jusqu'au XVIIIe siècle avec une nette préférence pour la représentation de la nudité de Suzanne durant la scène du bain. Les seules innovations que l'iconographie connaît alors concernent l'approche stylistique et/ou des détails de la composition.
En France, l'iconographie connaîtra au cours du XIXe siècle un renouvellement radical avec Delacroix et Manet.

#### Bethsabée et Suzanne

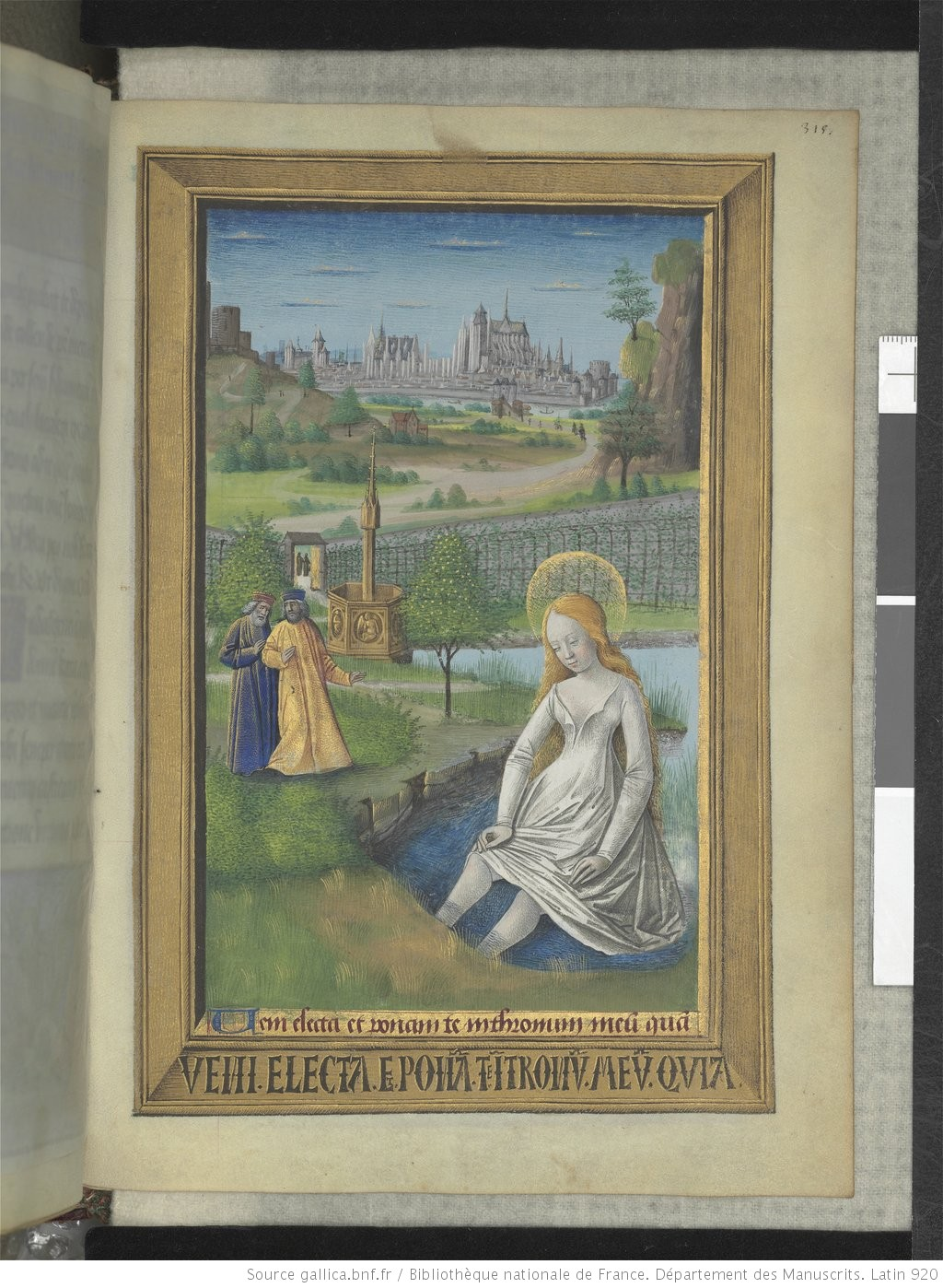
Jean Colombe, Suzanne et les Vieillards, Horae ad usum Romanum, dites Heures de Louis de Laval, dernier quart du XVe siècle, BnF, Paris.

L'iconographie de Suzanne et les vieillards permet de développer une représentation double du voyeurisme, avec d'une part les vieillards qui observent Suzanne dénudée et d'autre part le spectateur de l’œuvre, qui observe également le corps de la jeune femme. Cette mise en situation de spectateur-voyeur se développe petit à petit à partir du XVe siècle.
Suzanne et Bethsabée sont les deux seules figures bibliques féminines représentées pendant leurs bains et qu'elles sont toutes deux épiées, par les vieillards pour Suzanne et par David pour Bethsabée. Toutefois, dans le cas de cette dernière, le récit biblique est plus ambigu puisqu'elle est considérée comme étant la femme qui a entraîné David dans le vice. Contrairement à Suzanne, Bethsabée n'est pas un personnage moral. Ce caractère négatif de Bethsabée explique notamment son faible succès iconographique par rapport à Suzanne. Ainsi, les représentations de Bethsabée s'inscrivent généralement dans des cycles plus vastes relatant l'histoire de David. Pourtant, des exemples de représentations de Suzanne en regard de Bethsabée sont à noter, comme celles des Heures de Laval, manuscrit enluminé par Jean Colombe dans le dernier quart du XVe siècle. Ce rapprochement iconographique contribue à reconsidérer la figure de Suzanne comme davantage ambivalente puisque Bethsabée est « citée parfois comme exemple négatif du pouvoir des femmes sur le cœur des hommes ».

### Quelques représentations

#### Cinéma
- 1912 : Suzanne et les Vieillards
- 1963 : La Chaste Suzanne

#### Dessin, gravure, peinture
- Vitrail de la chaste Suzanne
- Suzanne au bain d'Altdorfer
- Suzanne et les Vieillards du Tintoret
- Suzanne et les Vieillards de Véronèse
- Suzanne au bain de Cornelisz Van haarlem
- Suzanne et les Vieillards d'Artemisia Gentileschi
- Suzanne et les Vieillards de Rembrandt
- Suzanne et les Vieillards[6] de François-Xavier Fabre
- Suzanne au bain de Lovis Corinth

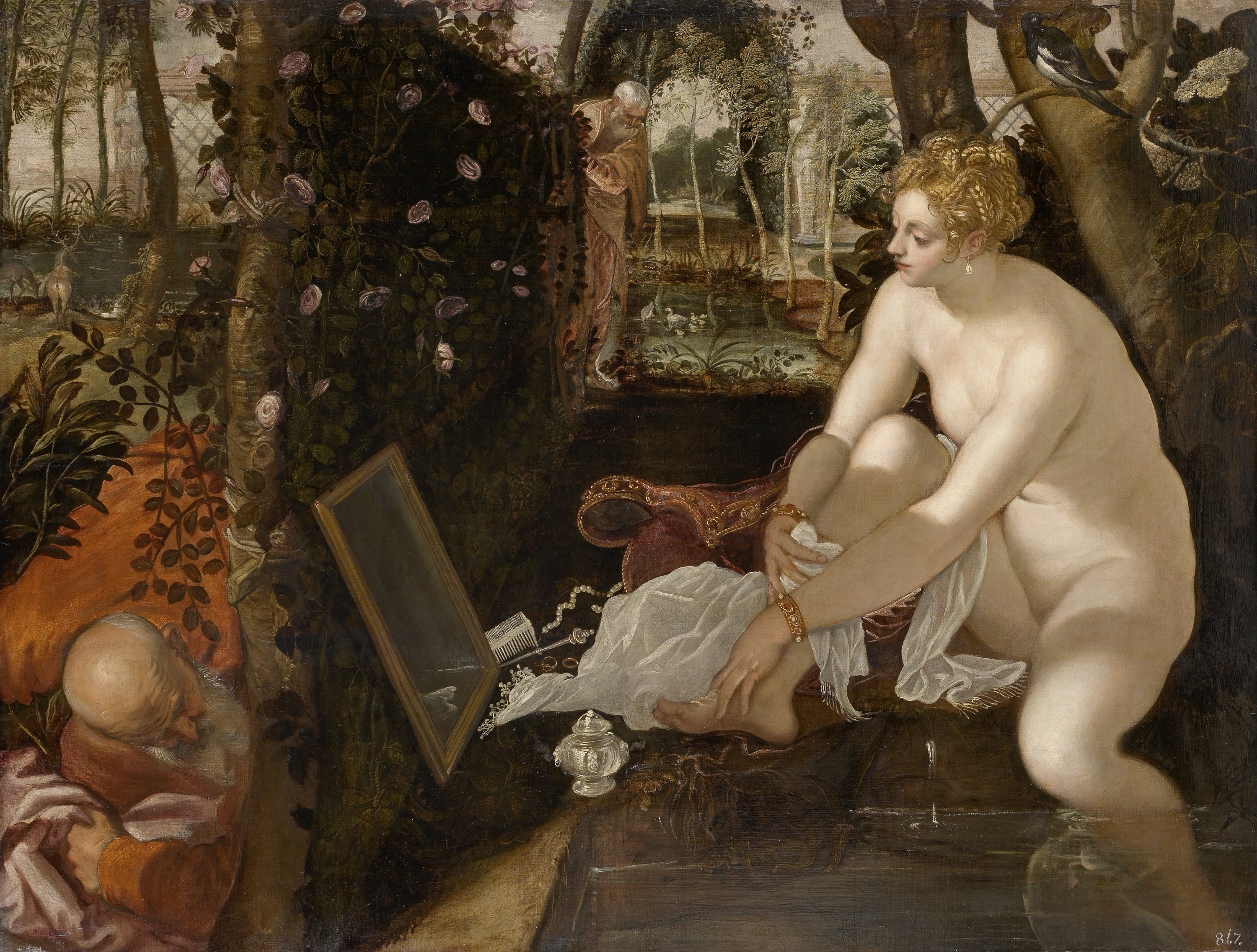
Le Tintoret 1555, Suzanne et les Vieillards - Vienne Kuntshistorisches Museum
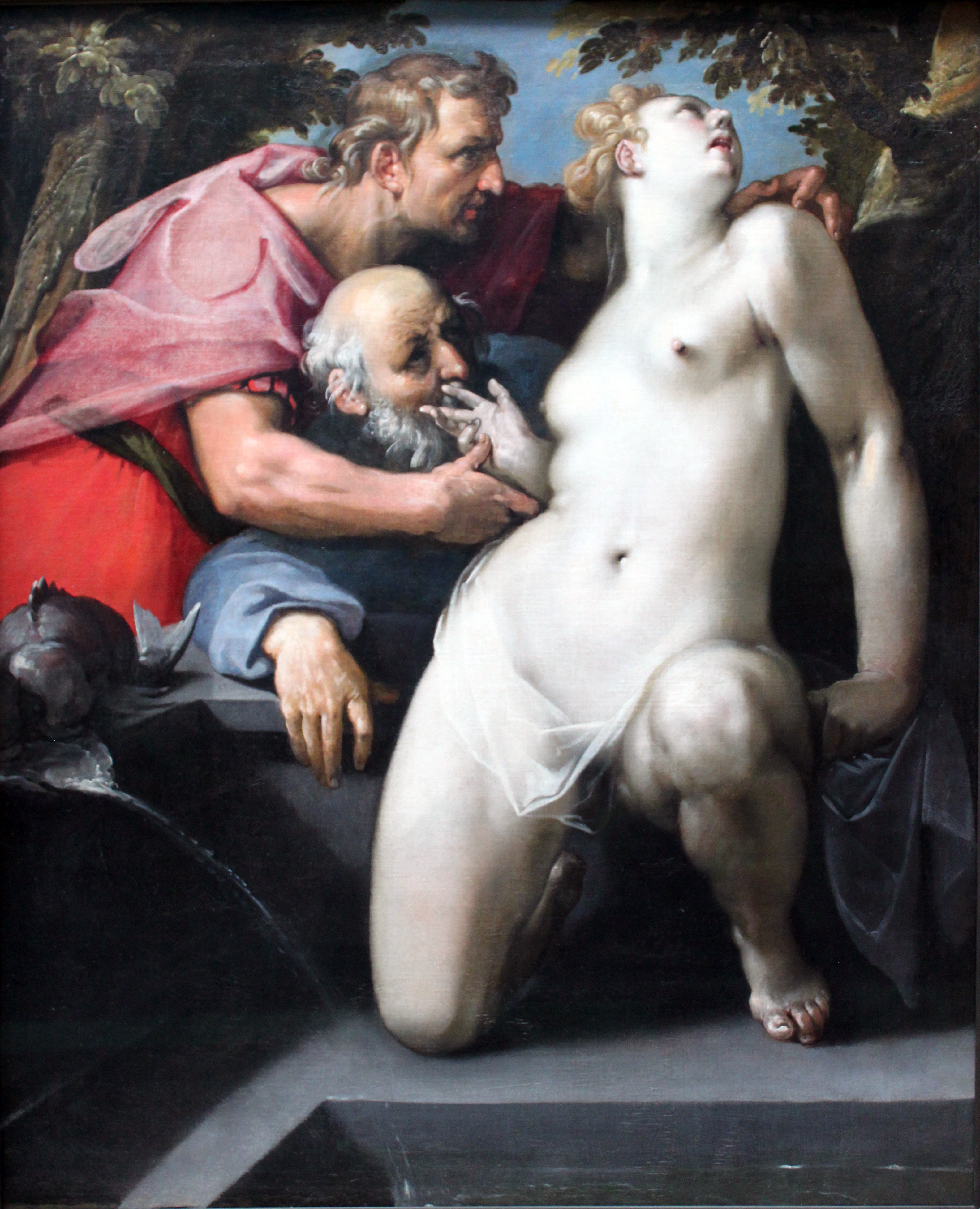
Cornelisz Van haarlem 1590, Suzanne et les Vieillards - Nurenberg, Allemagne
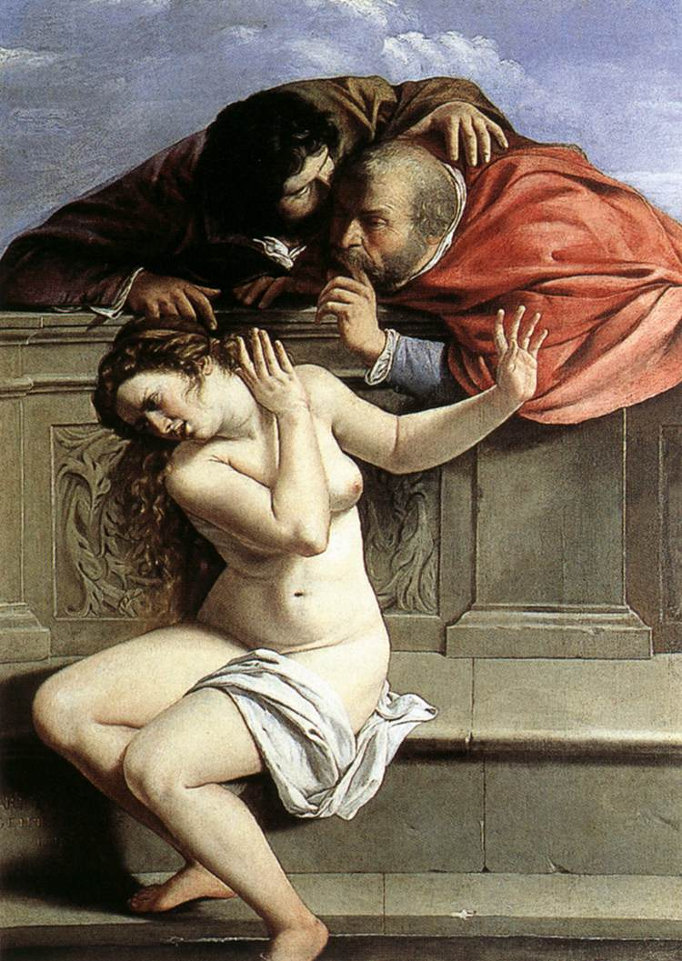
Artemisia Gentileschi 1610ca, Suzanne et les Vieillards - Schloss Weissenstein Allemagne
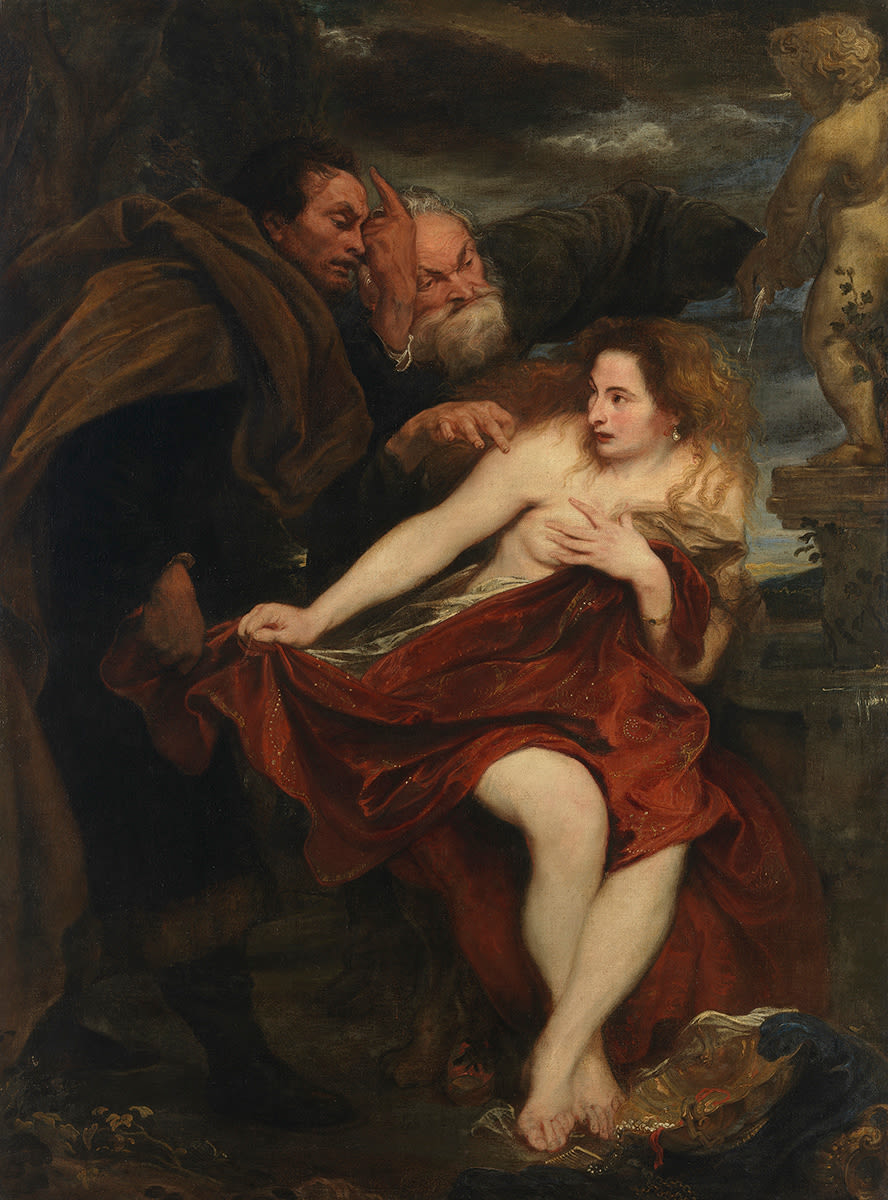
Antoine Van Dyck 1621ca, Suzanne et les vieillards - Munich Alte Pinacothek
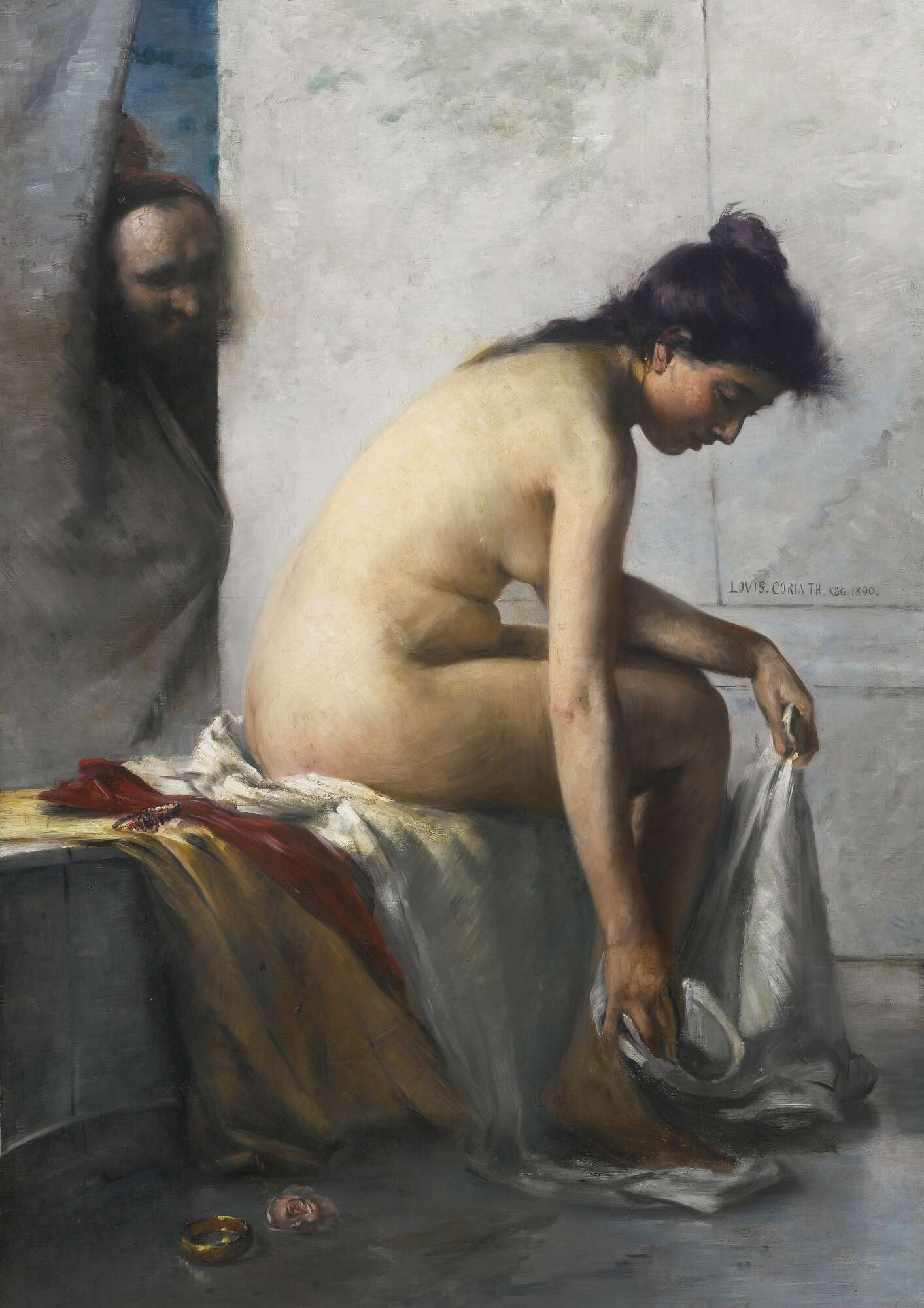
Lovis Corinth 1896, Suzanne au Bain - Folkwang Museum, Essen, Allemagne

#### Musique
- Plusieurs dizaines de mises en musique du poème de Guillaume Guéroult Susanne un jour, principalement au cours de la Renaissance tardive[7].
- Susanna, oratorio de Haendel[8].